# 감산사지
감산사지(甘山寺址)는 경상북도 경주시 외동읍 괘릉리에 있는 통일신라 시대의 감산사 절 터이다. 감산사는 통일신라 성덕왕 18년(719) 김지성이 부모의 명복과 국왕 및 그 가족의 안녕을 빌기 위해 세웠다.
김지성은 돌아가신 아버지 김인장(金仁章)과 어머니 관소리(觀肖里) 부인을 위해 20여 리의 전장(田莊)을 희사하여 감산사(甘山寺·남월산南月山) 한 채를 조성하고 돌미륵 하나를 만들었다.(미륵상(彌勒像): 甘山寺石造彌勒菩薩立像과 아미타상(阿彌陀像): 甘山寺石造阿彌陀佛立像을 안치) 그리고 개원(愷元) 이찬(伊飡)과 동생 양성(良誠) 소사(小舍)와 현도사(玄度師), 누이 고파리(古巴里), 전처 고노리(古老里)와 후처 아호리(阿好里), 서형 급한(及漢) 일길찬과 일당(一幢) 살찬(薩飡), 총민(聰敏) 대사(大舍)와 누이동생 수힐매(首肹買) 등에게까지 미치게 하기 위해 이러한 선을 베풀었다. 어머니 관초리 부인이 고인이 되자 동해 흔지(欣支) 주변에 뼈를 뿌렸다.

## 관련 문화재
- 경주 감산사 석조미륵보살입상 - 국보 제81호
- 경주 감산사 석조아미타여래입상 - 국보 제82호
- 경주 감산사 석조비로자나불좌상 - 경상북도 유형문화재 제318호
- 경주 감산사지 삼층석탑 - 경상북도 문화재자료 제95호

## 같이 보기
- 김인장 - 김지성의 아버지

## 참고 문헌
- 《한국의 사지 현황조사 보고서 2015 上》 (PDF). 문화재청, 재단법인불교문화재연구소. 87~93쪽. 2017년 3월 20일에 원본 문서 (PDF)에서 보존된 문서.